# 津吉巴尔
津吉巴尔（阿拉伯语：‎）一译金吉巴，是也门南部的一座海滨城市，阿比扬省省会，2004年人口19,879人。
2011年5月，来自基地组织阿拉伯半岛分支的武装分子趁也门内乱之际，占领该市，并于当地时间2011年5月28日宣称建立伊斯兰酋长国。2012年6月，也門政府軍收復津吉巴爾。

## 资料来源
1. ↑  尹炣　王秋韵. . 网易. 2011-05-29  [2011-05-29]. （原始内容存档于2020-05-05）.
2. ↑  . 美國之音. 2012-06-12  [2018-01-10]. （原始内容存档于2020-05-05）.